# Sens & Tonka
Sens & Tonka & Cie est une maison d'édition française fondée en 1994 par Jeanne-Marie Sens et Hubert Tonka (en) dont les publications concernent essentiellement l'architecture, les arts et la politique.
Leur premier ouvrage paraît en 1994, intitulé Une maison particulière à Floirac (Gironde) de Anne Lacaton & Jean-Philippe Vassal, architectes.

## Auteurs publiés
Parmi plus de 130 auteurs, on compte des ouvrages de :
Jean-Marie Apostolidès, Miguel Abensour, Günther Anders, Jean Baudrillard, Auguste Blanqui, Mehdi Belhaj Kacem, Pierre Clastres, Gilles Clément, Jean-Paul Curnier, Chloé Delaume, Marc Dachy, Philippe Di Folco, Édouard Dor, Claude Eveno, Laurent Gervereau, Lawrence Ferlinghetti, Marcel Gauchet, Olivier Jacquemond, Louis Janover, Mehdi Belhaj Kacem, Linda Lê, Sylvère Lotringer, Frédéric Neyrat, Léo Scheer, Jeanne-Marie Sens, Yves Stourdzé, Hubert Tonka, Paul Virilio...